# Wang Zhengting
Wang Zhengting (王正廷, 7 septembre 1882 – 21 mai 1961), aussi appelé C. T. Wang, est un diplomate de la République de Chine. 

## Biographie
Wang est né à Fenghua dans la province du Zhejiang, et son père est un missionnaire méthodiste vivant près de Shanghai, où Wang étudie aux écoles de la mission avant d'entrer à l'école préparatoire de l'université de Peiyang. Il enseigne ensuite au lycée provincial de Changsha au Hunan. Wang étudie à Tokyo où il est secrétaire de l'union chrétienne de jeunes gens, puis en 1907, il se rend aux États-Unis pour étudier le droit à l'université du Michigan. Il est très vite transféré à l'université Yale, diplômé en 1910 et est élu dans la fraternité Phi Beta Kappa. Il retourne à Shanghai en juin 1911, et travaille de nouveau pour l'union chrétienne de jeunes gens avant d'être recruté pour rejoindre le nouveau gouvernement républicain à Pékin, puis dans le gouvernement d'opposition de Sun Yat-sen à Canton.
Il sert comme délégué chinois auprès de Wellington Koo durant la conférence de paix de Paris après la Première Guerre mondiale, puis comme ministre des Affaires étrangères, ministre des Finances, et Premier ministre provisoire pendant différentes périodes de 1924 à 1928, avant de servir comme ministre des Affaires étrangères jusqu'en 1931. Il fonde également une société de courtage à Shanghai, est président ou membre du conseil de direction de compagnies minières, de coton ou ferroviaires, et est président des jeux de l'Extrême-Orient. En tant que ministre des Affaires étrangères, Wang négocie les arrangements avec le Japon après l'incident de Jinan de 1928 ; avec l'Union soviétique au sujet du chemin de fer de l'Est chinois en Mandchourie ; sur les traités restaurant la souveraineté chinoise sur le port de Weihaiwei (avec les britanniques) et le Tonkin (avec les Français) ; et sur les accords commerciaux et douaniers avec une douzaine de pays, dont le Japon.
Malgré ses succès dans la diplomatie nationaliste, les étudiants l'accusent de n'avoir pas répondu assez fermement au Japon à la suite de l'incident de Mukden de 1931 et à l'invasion japonaise de la Mandchourie. Wang est agressé et hospitalisé et se retire du service public pendant un moment. Wang est ambassadeur aux États-Unis de 1936 à 1938. Il sert dans différents postes au gouvernement et dans les partis politiques durant la guerre, mais en 1949, il s'installe à Hong Kong plutôt que de rejoindre Taïwan avec le gouvernement de Tchang Kaï-chek.